# Copertura del capo nel cristianesimo

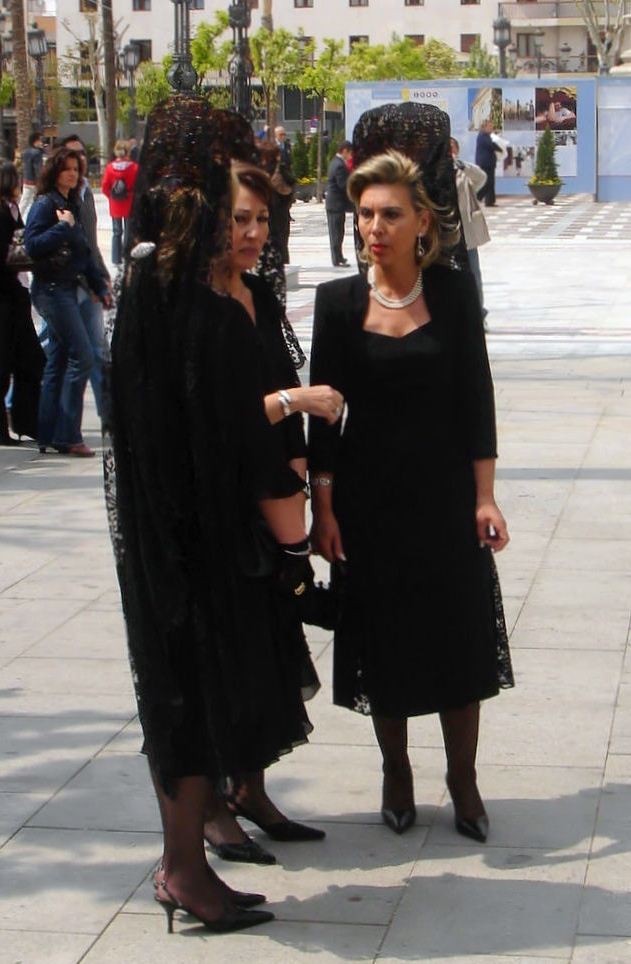
Donne che indossano il velo durante la Settimana Santa a Siviglia.

Copricapo cristiano, noto anche come Velo Cristiano, è la tradizionale pratica delle donne di coprirsi il capo in una molteplicità di denominazioni cristiane. La base biblica si trova in 1 Corinzi 11,2-16.
Il rivestimento della testa delle donne cristiane era praticato fino agli anni 1960, ed ormai è divenuta una pratica di minoranza tra le cristiane attuali in Occidente, anche se rimane la norma in Oriente.

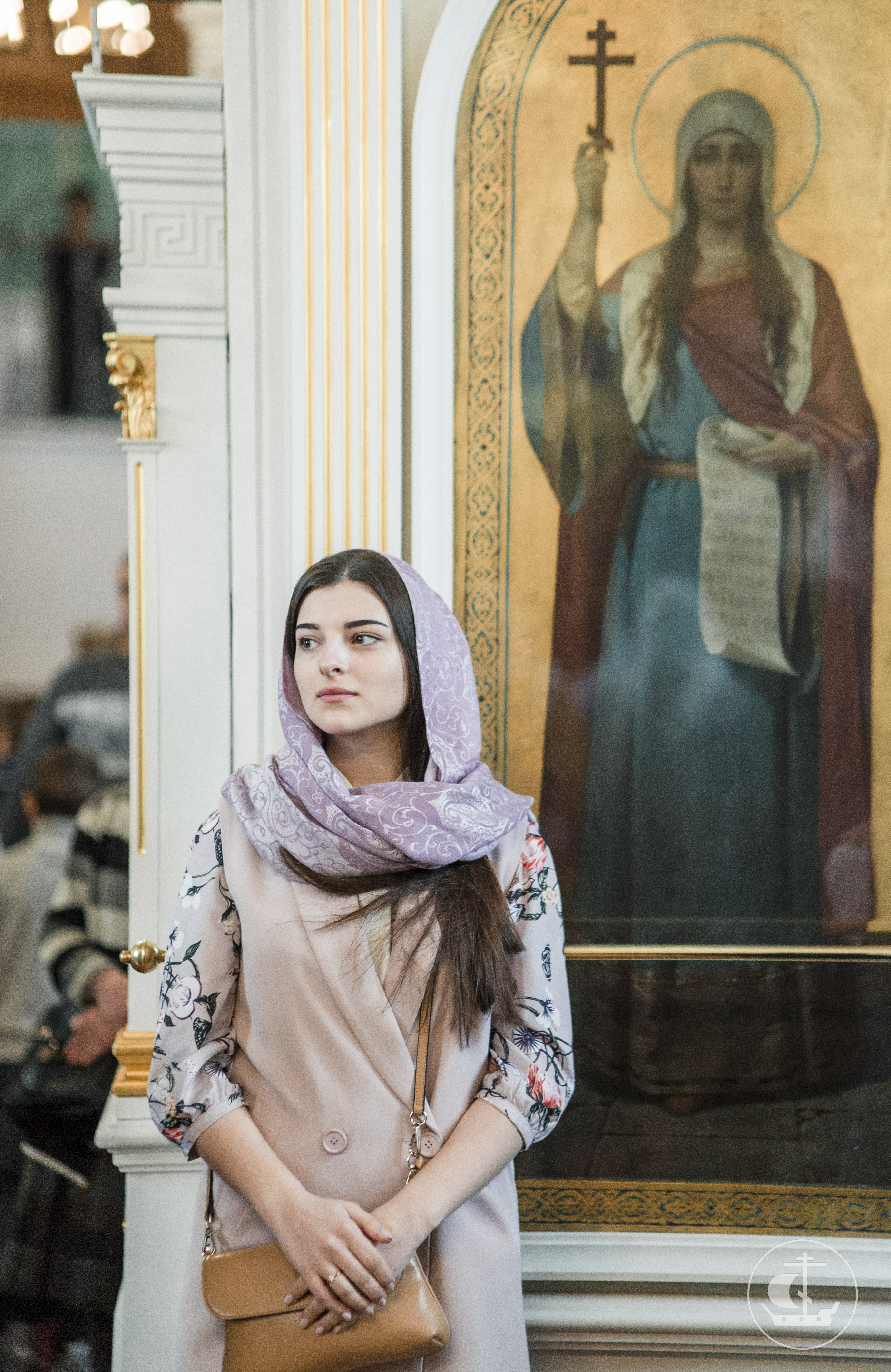
Una donna orientale cristiana ortodossa che indossa un copricapo in chiesa; dietro di lei un'icona della vergine e martire cristiana Santa Tatiana di Roma, ritratta con la testa coperta.

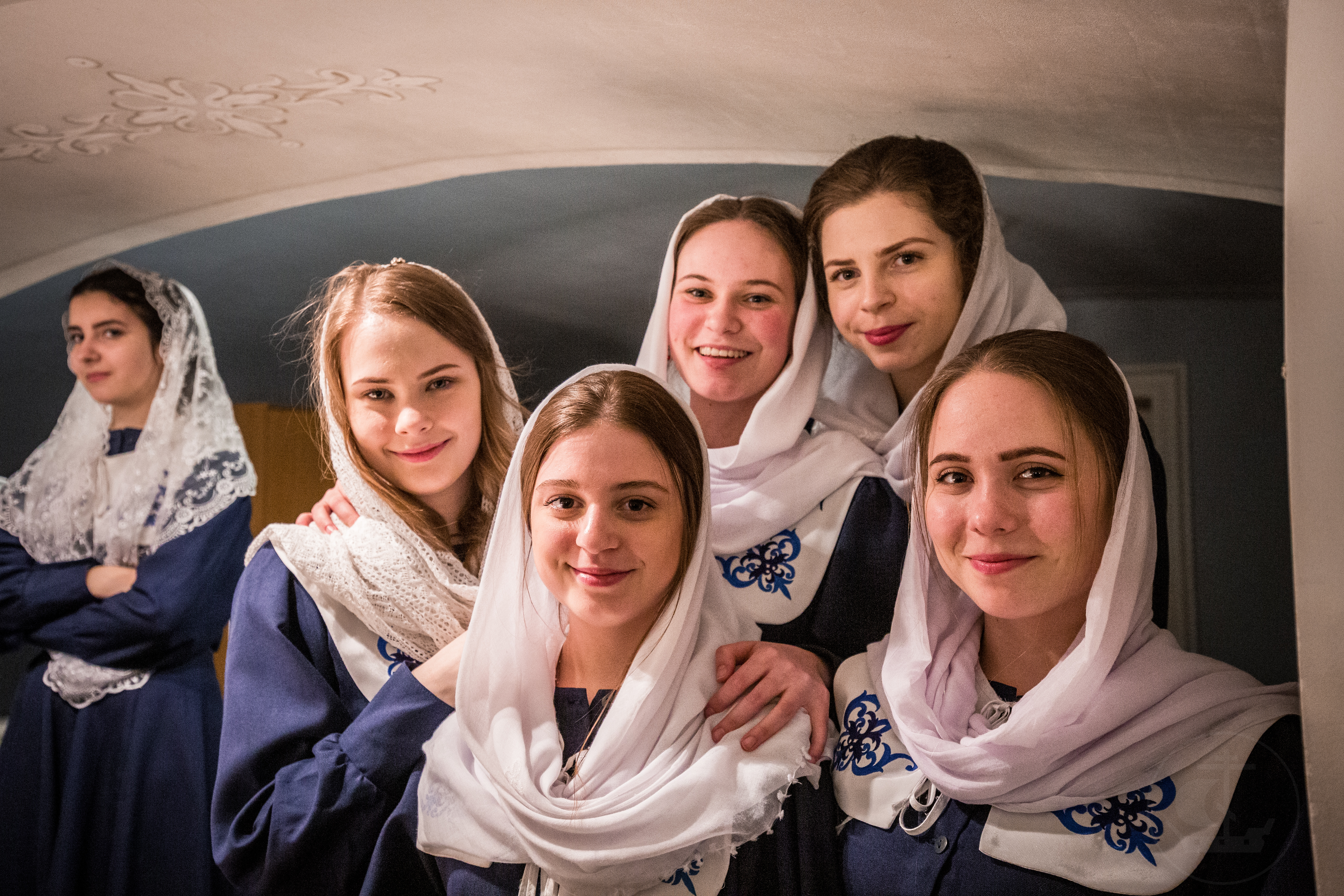
Donne cristiane che indossano un velo durante la Messa di Pasqua a San Pietroburgo, Russia

Alcune donne cristiane, in base agli insegnamenti storici cattolici, luterani, moraviani, calvinisti, anglicani, metodisti e dei Fratelli di Plymouth, indossano una copertura del proprio capo durante le cerimonie di culto pubblico e le preghiere private in casa (sebbene alcune donne che seguono questa tradizione possono anche scegliere d'indossare un copricapo al di fuori dei momenti di preghiera e di esercizio del culto), mentre altri, specialmente gli anabattisti tradizionali, credono che le donne debbano indossare una copertura della testa sempre, in base alle parole di San Paolo che i Cristiani devono pregare incessantemente, l'insegnamento di San Paolo che le donne prive di velo siano disonorevoli, è come una riflessione sull'ordine creato. Questo punto di vista tradizionale anabattista è spiegato da Daniel Willis, che cita le spiegazioni del padre della Prima Chiesa, Giovanni Crisostomo (c. 347 – 407) sull'insegnamento di San Paolo in 1ª Lettera ai Corinzi, 11 come base per la copertura del capo continua (durante il culto e in pubblico) tra le donne, in particolare l'affermazione di San Paolo che le donne prive di velo sono disonorevoli e di conseguenza le donne cristiane dovrebbero coprire il loro capo sempre. Merle Ruth in The Significance of the Christian Woman’s Veiling afferma che la dottrina Anabattista sostiene che la "clausola biblica [affermata da San Paolo] "che lei sia coperta" è la forma attuale, attiva, imperativa, che dà il significato: "sia lei sempre velata." A questo fine, gli anabattisti delle tradizioni dei Conservatori Mennoniti e dei Fratelli Dunkard ritengono che la copertura del capo faccia parte delle ordinanze della Chiesa. Le donne che appartengono alla fede degli Amici Conservatori seguono la medesima pratica indossando un copricapo sia durante il culto sia fuori casa. Nelle Chiese ortodosse orientali alcuni teologi insegnano la stessa dottrina che è "ci si aspetta che tutte le donne stiano a capo coperto non solo durante le funzioni liturgiche di preghiera, ma sempre, perché questo fu il loro onore e segno di autorità dato da Nostro Signore", mentre altri membri del clero hanno sostenuto che la copertura del capo dovrebbe essere osservata almeno "durante il culto specificatamente". Il Genesi 24:65 definisce il velo come un emblema di femminile di modestia. Manuali per la storia del cristianesimo in età antica, compresi i Didascalia Apostolorum e Pædagogus insegnavano che la copertura del capo deve essere indossata dalle donne durante la preghiera e il culto, come fuori casa.
La pratica delle donne cristiane di coprirsi la testa per "pregare e profetizzare" viene insegnata nell'interpretazione tradizionale della 1ª Lettera ai Corinzi 11:2-10 Nuovo Testamento. La maggioranza degli studiosi della Bibbia ha sostenuto che i "versi 4-7 si riferiscono letteralmente a un velo od a una copertura di stoffa per "pregare e profetizzare" e che il verso 15 si riferisce ai capelli di una donna dati a lei dalla natura. La copertura cristiana del capo femminile con un velo di tessuto era la pratica della Chiesa primitiva, essendo universalmente insegnato dai Padri della Chiesa e praticato dalle donne cristiane nel corso della storia continuando a essere la pratica ordinaria tra i cristiani in molte parti del mondo come in Romania, Russia, Etiopia, India, Pakistan e Corea del Sud; in aggiunta, tra le Chiese Conservatrici Mennonite e la Chiesa Dunkard Brethren, la copertura del capo è considerata un ordine della Chiesa, essendo portata durante tutto il giorno dalle donne.
Quando San Paolo dispose che le donne portassero il velo nella 1ª Lettera ai Corinzi (che fu indirizzata a tutti i Cristiani ovunque si trovassero), le donne greche pagane del luogo non indossavano coperture del capo; in questo modo, la pratica cristiana della copertura del capo era anticulturale nell'era degli Apostoli, essendo una disposizione biblica piuttosto che una tradizione culturale.
Per di più le donne greche, comprese quelle che stavano pregando, sono normalmente ritratte senza un copricapo. Non avrebbe senso che San Paolo
asserisse qualcosa di vergognoso che nella loro cultura non era considerato tale. Riguardo ai costumi greci A. Oepke osserva: "… è sbagliato [asserire] che le donne greche erano sotto una qualche coercizione di indossare un velo…I passaggi sul contrario sono così numerosi che non possono essere ignorati. … Imperatrici e dee, anche quelle che mantenevano la loro dignità, come Era e Demetra, sono rappresentate senza veli.
Verso l'anno 200, a Cartagine, Nordafrica, Tertulliano scrisse un trattato dal titolo La velatura delle Vergini (De velandi virginis). Tertulliano afferma che il passaggio si applica a tutte le donne di età (dalla pubertà in poi) – non necessariamente sposate. … All'inizio del suo trattato, Tertulliano testimonia che le Chiese che erano state fondate dagli Apostoli insistevano che sia le donne sposate che quelle vergini portassero il velo: in tutta la Grecia e in alcune delle province barbare, la maggior parte delle Chiese volevano che le loro vergini si coprissero il capo. In effetti, questa pratica era seguita in alcuni paesi africani. Quindi non attribuiamo questo costume solo ai Gentili greci e ai barbari. Per di più, io desidero sottolineare che i modelli di queste Chiese erano stati fondati o da apostoli o da uomini apostolici. … Gli stessi Corinzi lo capivano parlare in questo modo. Da questo preciso giorno i Corinzi velarono le loro vergini. Quello che gli apostoli insegnavano, i discepoli degli apostoli confermavano. [Tertulliano, La velatura delle vergini dei Padri Ante-Nicene, Vol. 4, pp. 27-29,33] … Riassumendo, i primi cristiani praticavano esattamente ciò che dice la 1ª Lettera ai Corinzi, capoverso 11: "Gli uomini pregavano a capo scoperto, le donne a capo velato". Nessuno contesta tutto ciò—indipendentemente da dove vivevano—Europa, Medio-Oriente, Nordafrica o Estremo Oriente. Questa evidenza scritta del corso dei comportamenti dei primi cristiani è corroborata dai reperti archeologici. I dipinti che abbiamo del secondo e del terzo secolo dalle catacombe e da altri luoghi rappresentano donne cristiane che pregano con un velo di tessuto in testa. Così le evidenze storiche sono cristallinamente chiare. Esse rivelano che le prime generazioni di credenti compresero che la copertura del capo delle donne doveva essere un velo di tessuto e non lunghi capelli. Come indicava Tertulliano, anche le donne che non volevano seguire gli insegnamenti di Paolo, non ritenevano che questi parlasse di capelli lunghi. Piuttosto, esse semplicemente indossavano un piccolo copricapo come minimo gesto di obbedienza ai suoi insegnamenti. Nessuno, nella Chiesa primitiva, sostenne che le istruzioni di Paolo di Tarso fossero delle mere concessioni alla cultura greca, come nessuno sostenne che esse avessero a che fare con prostitute o sacerdotesse pagane. Come le istruzioni di Paolo erano anti-colturali, questo passaggio è "una rimarchevole prova del coraggio e dell'onestà dell'Apostolo delle Genti." Paolo insegna che per una donna andare senza la copertura del capo significa una perdita di "dignità, potere e grazia, che Dio ha dato alle donne, specialmente sotto Natale." L'idea che "una donna che getta via la copertura del proprio capo, getta via la propria dignità … implica una verità morale … Quindi il divino Apostolo ha lasciato una lezione alle donne di ogni età. "Oltre alla pratica della locale Chiesa corinzia, l'autore cita gli scrittori della Prima Chiesa su questo argomento. Egli nota anche che "le Costituzioni Apostoliche [4º secolo d.C.] … espressamente disponevano che le donne dovessero avere il capo coperto in chiesa"
Lo stile delle coperture del capo adottate dalle donne cristiane varia da regione a regione, sebbene la prima Tradizione Apostolica specifichi che la copertura del capo dev'essere effettuata usando "tessuti opachi, non veli di sottile lino".